# 盧基 (桑博爾區)
49°37′4″N 23°22′56″E / 49.61778°N 23.38222°E
盧基（烏克蘭語：Луки），是烏克蘭西部的村莊，隸屬利維夫州的桑比爾區。該村始建於1443年，面積7.49平方公里，海拔高度276米，2001年人口935，人口密度每平方公里124.83人。